# Tayshaneta concinna
Espèce
Synonymes
- Leptoneta concinna Gertsch, 1974
- Neoleptoneta concinna (Gertsch, 1974)

Tayshaneta concinna est une espèce d'araignées aranéomorphes de la famille des Leptonetidae.

## Distribution
Cette espèce est endémique du Texas aux États-Unis. Elle se rencontre dans les grottes Lost Gold Cave et Stark’s North Mine dans le comté de Travis.

## Description
Le mâle holotype mesure 1,45 mm et la femelle 1,5 mm,.

## Publication originale
- Gertsch, 1974 : The spider family Leptonetidae in North America. Journal of Arachnology, vol. 1, no 3, p. 145-203 (texte original).